# ابلانکورت-پرسوار

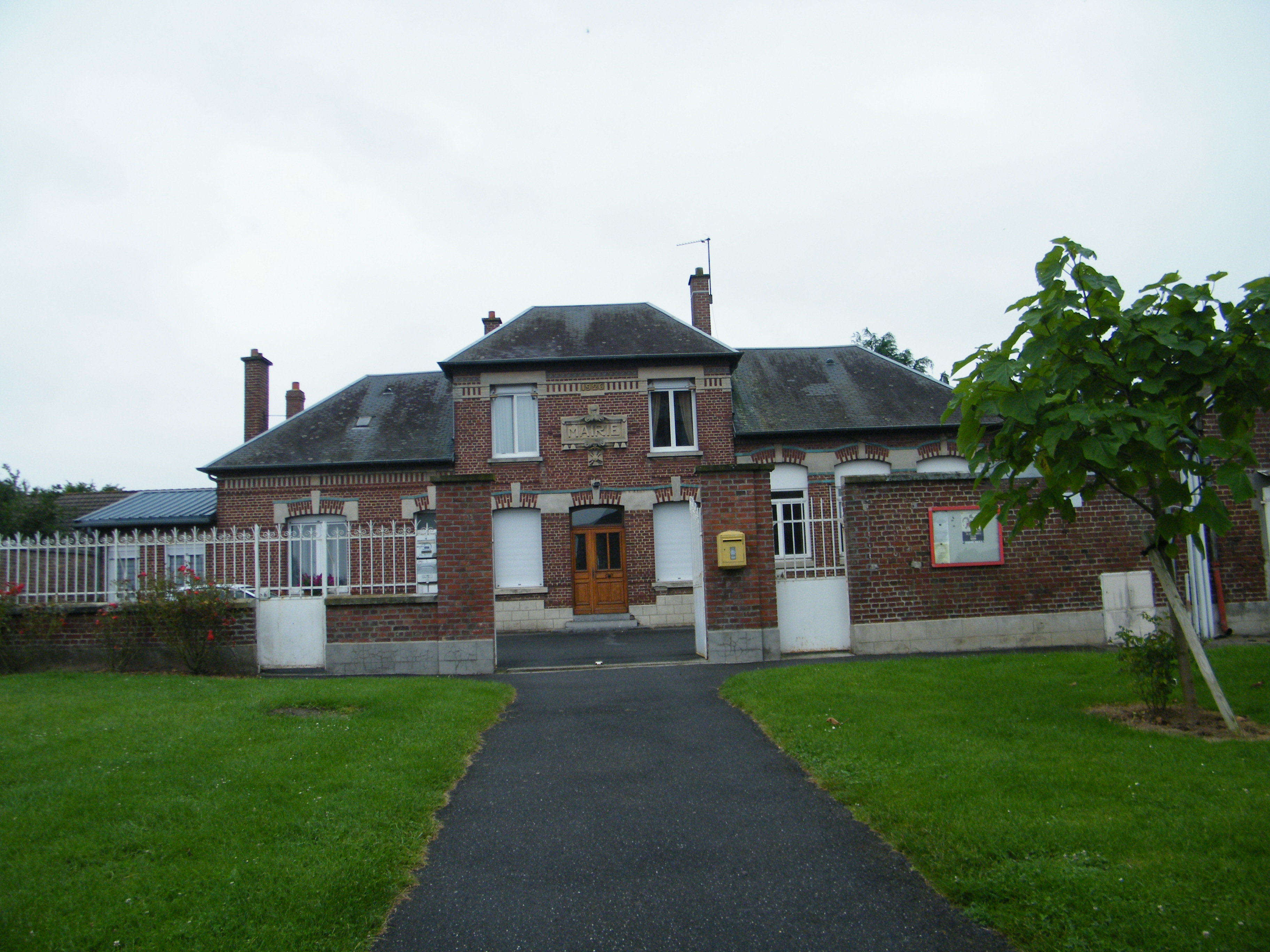
تالار شهر ابلانکورت-پرسوار

ابلانکورت-پرسوار (به فرانسوی: Ablaincourt-Pressoir) یک کمون و dwelling place در فرانسه است که در Canton of Chaulnes واقع شده است.

## خصوصیات
ابلانکورت-پرسوار ۲۶۵ نفر جمعیت دارد.